# 劇場版ポケットモンスター 水の都の護神 ラティアスとラティオス
『劇場版ポケットモンスター 水の都の護神 ラティアスとラティオス』（げきじょうばんポケットモンスター みずのみやこのまもりがみ ラティアスとラティオス）は、2002年7月13日から公開されたテレビアニメ『ポケットモンスター』の劇場版5作目である。同時上映作品は『ピカピカ星空キャンプ』。

## 概要

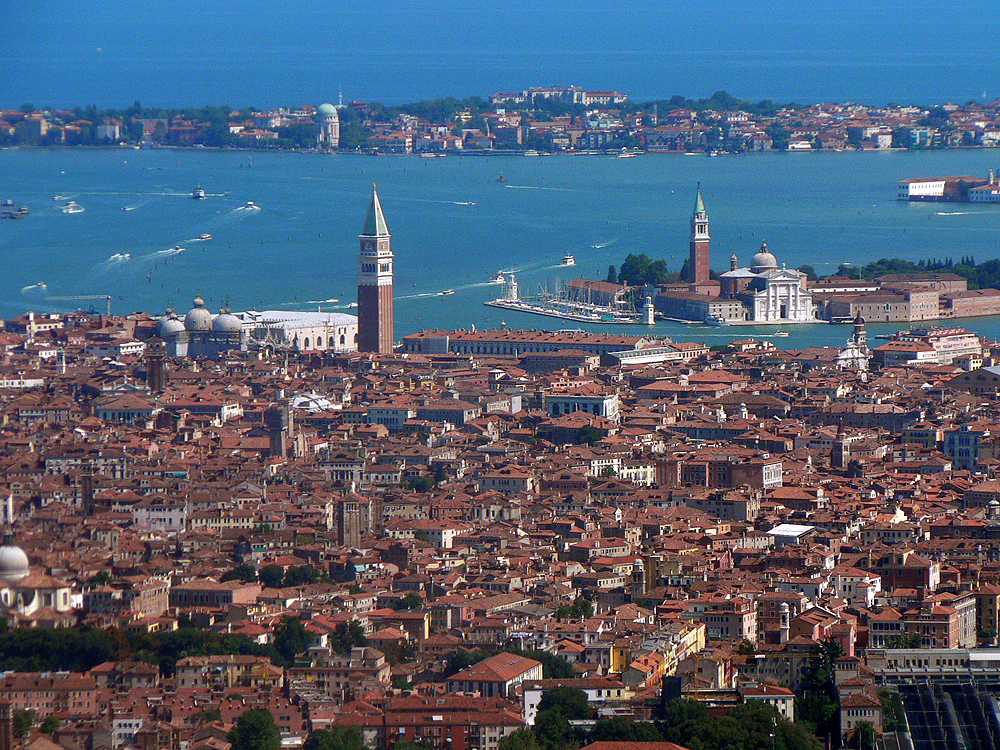
モデルとなったヴェネツィアの町並み

1998年より5年間続いていた無印編（オリジナル初期）の劇場版ポケットモンスターとしては最後の作品。舞台である「アルトマーレ」はイタリア語で、直訳すれば「永遠なる海」。アルトマーレのモデルはイタリアの都市ヴェネツィアであり、ポケットモンスター劇場版シリーズとしては初の実在の街がモデルとなっている。アバンオープニングでは、新規にTVアニメ版第1話のダイジェストが描かれた。
アコーディオニストのcobaが音楽を担当し、予告編にアルバム「運命のレシピ」の「most decision」を使用する。エンディングテーマのために宮沢和史が「most decision」に歌詞をつけ、「coba & 宮沢和史」名義で「ひとりぼっちじゃない」を発表。また、オープニングテーマのためにcobaが「めざせポケモンマスター」を編曲し、「coba & 松本梨香」名義で「めざせポケモンマスター2002」を発表する。本編は「2002年劇場版ポケットモンスター ミュージックコレクション」の「ひとりぼっちじゃない（映画バージョン）」を使用した。シングル「ひとりぼっちじゃない」は一部の歌詞が異なる。
キャッチコピーは「"心のしずく"が伝説のポケモンをよびさます。」。ポケットモンスター劇場版シリーズにおいて傑作と評価され、またシリーズで唯一、アカデミー長編アニメ映画賞に出品されるなど作品としては高評価を得た。しかし、同年は『猫の恩返し/ギブリーズ episode2』や『スター・ウォーズ エピソード2/クローンの攻撃』などの注目作と公開時期が重なったことで週末興行ランキングでは初登場4位、その後は9～10位となるなど興行面では苦戦を強いられ、同年の邦画興行収成績は第4位（洋画も含めた日本公開映画全体では第15位）となった。作品単独での興行成績は26.7億円を記録、第18作目の『光輪の超魔神フーパ』が公開されるまで歴代のポケモン映画で最も低い作品であった。
時系列は第249話以降である。
前作まで使用されていたセル画での制作を中止し、今作以降劇場版ポケットモンスターシリーズはすべてデジタル彩色制作となったため、無印編の劇場版においては最初で最後のデジタル制作となった。
2017年、「劇場版ポケットモンスター キミにきめた!」の公開記念として、人気投票企画「推しポケモン映画ナンバーワンはキミにきめた！」でポケモン映画19作品の中から1位に選ばれ、中川翔子に「あの頃感。美しい水の街の描写とアコーディオンの音色！」と評された。

### 2022年に再上映が決定
歴代のポケモン映画23作品の中から投票で選ばれた3作品が全国の映画館で再上映される「夏の思い出、ゲットだぜ！25周年ポケモン映画祭」が開催され、2022年6月17日から同年7月1日の間投票が実施された。7月15日放送のテレビアニメ「ポケットモンスター」内で結果が発表され、『七夜の願い星 ジラーチ』（同時上映『おどるポケモンひみつ基地』）及び『劇場版ポケットモンスター ダイヤモンド&パール ディアルガVSパルキアVSダークライ』と共に再上映が決まった。
それぞれ入場者プレゼントとして、ロールプレイングゲーム『ポケットモンスター ソード・シールド』にて「映画で活躍するポケモン」及び「サトシのピカチュウ」が手に入るシリアルコードと、アーケードゲーム『ポケモンメザスタ』で使えるスペシャルタグの「ピカチュウ」が数量限定で配布された。当映画では「映画で活躍するポケモン」はラティアスとなった。

## あらすじ
旅を続けるサトシ達一行は、水の都と呼ばれる美しい町アルトマーレにやって来ていた。サトシとカスミはこの時期に行われるアルトマーレの名物「水上レース」に参加する。
レース後に街を観光をしていると、サトシは怪盗姉妹のザンナーとリオンに女の子が襲われているところに遭遇し、彼女を助けるが、逃げる途中で彼女とはぐれてしまう。博物館で再び姿を見かけ追いかけるが、女の子はサトシのことなど知らないという。

みたび女の子を見つけ、今度こそと追いかけていると、壁に偽装された通路を通り抜けた先の庭園で、その女の子は伝説のポケモン、ラティアスが変身していたと判明する。サトシはラティオスとラティアスに歓迎を受け、ラティアスが姿を借りていた絵描きの少女カノンと、その祖父ボンゴレに、この町に伝わる御伽話を聞かされる。
その昔、この島に住んでいた老夫婦が、波打ち際に倒れていた2人の子供を介抱した。その後、島に邪悪なものが迫った時、子どもたちはその正体、ラティオスとラティアスの姿を表し、仲間たちとともに邪悪なものを追い払った。彼らは老夫婦にこころのしずくという邪悪を払う宝石を渡した。その後、島が邪悪なものに襲われることは二度となかった。島には今でも、ラティオスとラティアスやその子孫がときおり訪れているという。
この秘密の庭園は、ラティオスとラティアスをもてなすためにボンゴレの一族が管理しているものであった。そして、この庭園の噴水の中には、こころのしずくが収められている。アルトマーレには、先祖たちにより作られた、こころのしずくとラティオスたちを使うことで発動する強力な防衛システムが存在するので、悪しき者に利用されないようこうして秘密にしているのであった。
その晩、ついにザンナーとリオンが庭園を発見し、ラティオスとこころのしずくを手に入れてしまう。命からがら逃げ出したラティアスは、サトシに助けを求める。サトシとラティアスは街へと飛び出し、防衛システムの妨害をともにくぐり抜け、ラティオスのところにたどり着く。
ラティオスを助け出し、防衛システムを止めることに成功したが、こころのしずくが淀み、防衛システムが暴走を始めてしまう。街に押し寄せた津波を、ラティオスとラティアスは身を挺して防ぐが、ラティオスが命を落としてしまう。ラティオスの命は新たなこころのしずくとなり、庭園からこの街を見守るのだった。
サトシたちが街を出るボートに乗っていると、カノンらしき少女が見送りに現れ、サトシに絵を渡し、キスをする。無言のまま去っていってしまうので、彼女が本物のカノンだったのか、それともカノンの姿になったラティアスだったのかはわからない。サトシはもらった絵を見て微笑み、ボートで次の街へと出発する。

## 登場人物

### レギュラーキャラクター
詳細は個別記事かアニメ版ポケットモンスターの登場人物を参照。
サトシ
声 - 松本梨香
ポケモンマスターを目指す主人公。偶然ラティアスと出会い、仲良くなる。
ピカチュウ
声 - 大谷育江
技：10まんボルト
サトシの相棒であるポケモン。
カスミ
声 - 飯塚雅弓
サトシを旅を共にする少女。水上レースで優勝を果たす。
タケシ
声 - 上田祐司
サトシと旅を共にし、ブリーダーを目指している。
トゲピー
声 - こおろぎさとみ
カスミの所持するポケモン。
ムサシ
声 - 林原めぐみ
ロケット団員。今回のロケット団はサトシ達と絡まず、別行動をしている。散々な目にあう三枚目として登場する。
コジロウ
声 - 三木眞一郎
ロケット団員。怪盗姉妹のザンナーとリオンの存在を知っていた。
ニャース
声 - 犬山犬子
人間の言葉を珍しく話せるロケット団員。
ソーナンス
ムサシのポケモン。
ワニノコ
声 - 西村ちなみ
サトシの手持ちポケモン。水上レースのパートナーとして使用するが、優勝を逃してしまった。
サニーゴ、ニョロトノ

技：バブルこうせん（サニーゴ）、みずでっぽう（ニョロトノ）
カスミの手持ちポケモンたち。サニーゴは水上レースでカスミに優勝をもたらしている。その後、カスミにサトシを探すよう頼まれ、ニョロトノと共に「バブルこうせん」と「みずでっぽう」のダブルでカブトプスを撃退した。
クロバット

技：たいあたり
タケシの手持ちポケモン。タケシにサトシを探すよう頼まれる。サトシがカブトプスに襲われた際は体当たりで吹っ飛ばした。

### ゲストキャラクター
カノン
声 - 折笠富美子
本作のゲストヒロイン。絵を描くことが好きな少女。祖父のボンゴレと共に「こころのしずく」を守っている。ラティアスとは友達であり、最初は庭園に無断で入ったサトシを疑うが、すぐに誤解と分かり仲良くなる。
予告編では、サトシやピカチュウと共に古代装置から現れた人間の腕の様な姿をした存在に立ち向かっていたり、彼女が「こころのしずく」の力を開放しているシーンがあるが、本編ではそれらのようなシーンはなかった。
「ポケットモンスター めざせポケモンマスター」の第10話では一瞬のみでセリフこそないものの、自身に変身したラティアスと共に再登場している。
ボンゴレ
声 - グッチ裕三（特別出演）
アルトマーレのゴンドラ職人でカノンの祖父。博物館の案内なども行う。
先祖代々からの「こころのしずく」を守る一族である。
怪盗姉妹
本作のゲスト悪役。名の知れたおしゃれな怪盗。アルトマーレには「こころのしずく」を盗みに訪れ、その目的のためにラティアスやラティオスを襲う。ED中にて、逮捕され刑務所に収監されている描写が描かれている。
なお、視聴者に彼女らが姉と妹の区別を付けられるのは、リオンが一瞬だけ「姉さん」と叫ぶシーンのみである。
ザンナー
声 - 神田うの（特別出演）
怪盗姉妹の姉。長いカールのかかった金髪が特徴。宝石などの金品を好む。高飛車で自らの容姿に心酔しており、毎日メイクは欠かせない。ただし、妹とは異なり金品を手に入れる事が目的のため、世界征服等の野心はなく、暴走する妹に止めるように忠告している。
使用ポケモン
エーフィ
声 - かないみか
技：サイケこうせん、サイコキネシス、スピードスター、たいあたり
リオン
声 - 釈由美子（特別出演）
怪盗姉妹の妹。短い銀髪が特徴。姉とは違い、宝石などの金品には興味が薄く、野心的かつ冷酷な性格で世界征服を目論む。姉との姉妹喧嘩にはムキになる面も。
使用ポケモン
アリアドス
声 - 坂口候一
技：ナイトヘッド、いとをはく
ロッシ
声 - 山寺宏一（特別出演）
水上レースの前大会優勝者。カスミが優勝した際には、餞別としてゴンドラに乗せてくれるなど、気前の良い人物。
使用ポケモン
ホエルコ
レース時のパートナー。
アナウンサー
声 - 広川太一郎（特別出演）
水上レースの実況アナウンサー。アドリブ（広川節）で有名な広川が担当し、アドリブの多い実況を演じた。
プテラ、カブトプス
声 - 小西克幸（プテラ）
技：はかいこうせん（プテラ）、きりさく（カブトプス）
「こころのしずく」の力により復活したポケモンたち。通常よりも大柄で白目な上に非常に凶暴な性格。リオンの命令でラティアスを捕まえようとするが、プテラは巨体が裏目に出てしまい建物に激突、カブトプスは駆けつけたクロバット、ニョロトノ、サニーゴに撃退。
予告編で見られたカブトプスには瞳があり、本編よりも巨大だった。
ラティアス
声 - 林原めぐみ
技・能力：ゆめうつし、透明化および変身、光の結界を放出する技
水の都「アルトマーレ」に住む伝説のポケモンでラティオスの妹。ラティオスと共に「水の都の護神」と呼ばれ、「秘密の庭」に住む。大昔、街にもたらされた「こころのしずく」を代々護っている。ラティオスとはとても仲の良い兄妹。また、ラティオスが見ている状況をその場で映す「ゆめうつし」を使う。
水上レース中、壁に激突しそうになったサトシを助け、その後水道を使いたがっていたピカチュウのために水を出すなど心優しく、また好奇心旺盛で無邪気な性格。自分の見た目を変えることで透明になる他、カノンの姿にも変身でき、その姿で秘密の庭から出て街を散策することもある。ただし体温は違うほか、人の言葉を話すことはできない。
襲われていたところをサトシに助けられたためか、彼に好意を持ち、自分達が住んでいる秘密の庭に導く。ラティアスがカノンに度々変身しサトシたちを度々混乱させる場面があるが、基本的に帽子を被っているのがカノン自身で、被っていないのがラティアスである。
ラティオス
声 - 江原正士
技・能力：ゆめうつし、透明化、光の結界を放出する技
ラティアスと共にアルトマーレに住む伝説のポケモンでラティアスの兄。ラティアス同様「こころのしずく」を代々護っている。滅多に人に姿は見せず、普段は妹と共に透明になっている。サトシが初めて庭を訪れた際は、不審感から全力で追い払おうとするが、誤解が解けた後は傷付いたピカチュウを気遣い、遊びに付き合ったり、ラティアスの悪戯で空中から落とされたサトシを受け止めるなど、素直な優しさも見せるようになる。非常に妹想いで、怪盗姉妹の秘密の庭への襲撃時は自らの身が傷付くことをいとわず、ラティアスを庇い逃がす。最終的にはアルトマトーレを救うために命を落とし、新たな「こころのしずく」として生まれ変わる。
なお、アメリカ版で公開されたバージョンでは江原ではなく、林原に差し替えており、外国版でポケモンの声優が別の日本語声優に変更されるのは今作のみである。

## その他
- ゲームボーイアドバンス

映画公開記念として、ラティアスとラティオスをデザインしたゲームボーイアドバンスが発売された。
- エンディングの少女

エンディング直前に、"帽子を被っていない"カノンの姿をした少女がサトシの頬にキスをする場面が存在するが、このシーンに関して、カノン本人がしたのか、カノンに変身しているラティアスがしたのかは不明。
本作品の書籍版「劇場版ポケットモンスター―水の都の護神ラティアスとラティオス ピカピカ星空キャンプ (This is animation)」(ISBN 4091015662)では、他の場面では少女がカノン本人か変身したラティアスかのどちらかであるかが明記されているが、このキスシーンのみ「少女」とのみ表記されている。また、この場面に使用されているBGMの曲名は「カノン」となっている。それ以外のカノン、カノンに変身したラティアスが登場する場面で使用されているBGMの曲名は「謎の少女」および「謎の少女、再び（迷宮）」。見分け方として少女がどちらであるかは、帽子を被っているか否かで判ると前述の書籍では解説されているが、エンディング直前の場面では帽子はカノンの部屋のイーゼル（三脚）に掛けてある状態であり、例えカノンだとしてもその時カノン本人は被っていないことがわかる。
- ポリゴン

オープニングにて一瞬だけポリゴンが登場している。これはポケモンショックが起きた「でんのうせんしポリゴン」以来の登場。劇場版でのポリゴンの登場がこれが最初で最後となった。
- 伝説のポケモンのモチーフ

歴代の映画の主役ポケモン（ミュウツー・ルギア・エンテイ・セレビィ）それぞれのモチーフが映画のどこかに登場する。

## スタッフ
- 原案 - 田尻智
- スーパーバイザー - 石原恒和
- アニメーション監修 - 小田部羊一
- エグゼクティブプロデューサー - 久保雅一、川口孝司
- プロデューサー - 吉川兆二、松追由香子、盛武源
- アニメーションプロデューサー - 奥野敏聡、神田修吉
- アソシエイトプロデューサー - 川原章三、山内克仁、大橋美紀子、山下善久、千田寿嗣、吉田紀之
- アシスタントプロデューサー - 福田剛士
- TVリレーションシップス - 岩田圭介、岩田牧子
- デスク - 藁科久美子、島村優子、金原由香里
- 脚本 - 園田英樹
- 絵コンテ - 湯山邦彦、毛利和昭、長濱博史
- 演出 - 越智浩仁、鈴木輪流郎、浅田裕二、井硲清高
- キャラクター原案 - 杉森建、藤原基史、森本茂樹、吉田宏信、太田敏、にしだあつこ、斎藤むねお、吉川玲奈、奥谷順
- キャラクターデザイン - 玉川明洋、一石小百合、松原徳弘
- デザインワークス - 近永健一、ゴトウマサユキ、コレサワシゲユキ、毛利和昭
- 作画監督 - 玉川明洋、井ノ上ユウ子、松原徳弘、毛利和昭、高橋英吉、辻初樹、池田和美
- 動画チェック - 榎本富士香、齋藤徳明、室岡辰一、大島嘉代、吉野満純、山中正博、森出剛
- 色彩設計 - 吉野記通、佐藤美由紀
- 色指定 - 手嶋明美
- 検査 - 石川直樹、伊藤良樹、伊藤敦子、奥井恵美子、安藤有由美、粕田信治、川崎亜矢、中沢賢宏
- 特殊効果 - 太田憲之
- 美術監督 - 金村勝義
- デジタルワークス - 高尾克己
- 撮影監督 - 白井久男
- CGI監督 - 鹿住郎生
- 2Dディレクター - 水谷貴哉
- プロダクションマネージャー - 大竹研次
- チーフ3DCGデザイナー - 佐藤誠
- 編集 - ジェイ・フィルム（辺見俊夫）
- 編集助手 - 板部浩章、神野学、今井大介
- 現像 - イマジカ
- 音楽 - coba、宮崎慎二
- 音楽プロデューサー - 斎藤裕二、たなかひろかず
- 一部原曲・作曲 - 一之瀬剛、青木森一
- 音響監督 - 三間雅文
- 音響プロデューサー - 南沢道義、西名武
- 制作担当 - 小板橋司
- 制作進行 - 牧野治康、児玉隆、加藤浩幸、新田典生、古宮磨里、村上修一、亀井康輝、上野弘泰
- アニメーション制作協力 - スタジオコクピット、京都アニメーション
- アニメーション制作 - OLM
- 制作 - 小学館プロダクション
- 監督 - 湯山邦彦
- 製作 - 亀井修、鶴宏明、富山幹太郎、芳原世彦、宮川鑛一、福田年秀、八木正男、ピカチュウプロジェクト2002

## 主題歌・挿入歌
オープニングテーマ「めざせポケモンマスター2002」coba ＆ 松本梨香
作詞：戸田昭吾 / 作曲：たなかひろかず / 編曲・アコーディオン：coba / 歌：松本梨香
無印編の劇場版では公開当時放送中のTV版と異なる唯一の劇場用OPテーマが使用された。
エンディングテーマ「ひとりぼっちじゃない」coba ＆ 宮沢和史
作詞・歌：宮沢和史 / 作曲・編曲・アコーディオン：coba
挿入歌「SECRET GARDEN」MADOKA.
作詞：Natsumi Watanabe / 作曲・編曲：宮崎慎二 / 歌：MADOKA.

## 映像ソフト化
- 本編のDVDとビデオは、2002年12月20日発売。本作以降DVDは公開された年の12月発売となっている。
- 映画10周年を記念して発売された「劇場版ポケットモンスター PIKACHU THE MOVIE BOX 1998-2002」に収録されている。
- 映画15周年を記念して発売された「PIKACHU THE MOVIE PREMIUM BOX 1998-2010」に収録されている。こちらは映像や音声がリマスタリングされ規格もブルーレイへ変更されている。

## 海外版
前作同様、全米でも『Pokémon Heroes』として2003年5月16日に全米200館で公開された。